# Feeling (Natalia)
Feeling is een single van de Belgische zangeres Natalia die in Vlaanderen uitkwam op 1 augustus 2009. Vanaf 20 juli 2009 werd de single op de radio gedraaid. Feeling is de vierde uitgebrachte single, afkomstig van Natalia's vierde en recentste studioalbum, Wise Girl. De zomersingle staat enkel op de cd-versie van Free Record Shop.

## Hitnotering
| "Feeling" in de Vlaamse Ultratop 50 - binnen: 05-09-2009 | "Feeling" in de Vlaamse Ultratop 50 - binnen: 05-09-2009 | "Feeling" in de Vlaamse Ultratop 50 - binnen: 05-09-2009 | "Feeling" in de Vlaamse Ultratop 50 - binnen: 05-09-2009 |
| Week                                                     | 01                                                       | 02                                                       |                                                          |
| -------------------------------------------------------- | -------------------------------------------------------- | -------------------------------------------------------- | -------------------------------------------------------- |
| Nummer                                                   | 36                                                       | 44                                                       | uit                                                      |